# Trata pri Velesovem
Trata pri Velesovem este o localitate din comuna Cerklje na Gorenjskem, Slovenia, cu o populație de 92 de locuitori.